# شيتاريال
شيتاريال هي بلدة (بلدية) في مقاطعة رييتي في منطقة لاتيوم الإيطالية. تقع على بعد حوالي 100 كيلومتر (62 ميل) شمال شرق روما و 35 كيلومتر (22 ميل) شمال شرق رييتي.
تقع مدينة شيتاريال على حدود البلديات التالية: اكومولي واماتريتشيو باربونا وكاشاو ليونيسا ومونتريال ونورشا وبوستا. يقع منبع نهر فيلينو في المنطقة المشتركة.
Cittareal هي موطن ل Rocca (قلعة) كبيرة، والتي كان لها أهمية إستراتيجية بسبب موقعها بين مملكة نابولي والولايات البابوية. يعود تاريخ ظهورها الحالي إلى إعادة بناء الأراغون في عام 1479. تم بناء كنيسة القديس بطرس في فيتوزا على معبد موجود مسبقًا مخصص لفاكونا، ثم امتلكها دير فارفا لاحقًا.